# Dasmosmilia
Dasmosmilia is een geslacht van neteldieren uit de klasse van de Anthozoa (bloemdieren).

## Soorten
- Dasmosmilia lymani (Pourtalès, 1871)
- Dasmosmilia valida (Marenzeller, 1907)
- Dasmosmilia variegata (Pourtalès, 1871)